# القاعد
القاعد بلدة زراعية شمال منطقة حائل، وتبعد عنها مسافة 30 كم تقريبا، أرضها خصبة وتنتشر فيها حقول القمح والمزارع، ويبلغ عدد سكانها نحو 5000 نسمة